# Lukas Küffner
Lukas Küffner (* 20. Juli 2001 in München) ist ein deutscher Politiker. Er war von Dezember 2023 bis September 2024 Bundesvorsitzender der Piratenpartei Deutschland.

## Werdegang
Mit 17 Jahren reichte Küffner wegen des Mindestwahlalters bei Europawahlen Klage beim Bundesverfassungsgericht ein. Die Klage liegt bis heute in Karlsruhe zur Behandlung. 2020 legte er sein Abitur am Nürnberger Scharrer-Gymnasium ab und begann danach ein BWL-Studium.
2019 trat Küffner der Piratenpartei bei. 2020 kandidierte er bei der Nürnberger Stadtratswahl für den Nürnberger Stadtrat, 2021 für die Bundestagswahl im Wahlkreis Nürnberg Nord, 2023 für die Bezirkstagswahl Mittelfranken ebendort. 2023 wurde er auf Listenplatz 3 als Kandidat zur Europawahl 2024 aufgestellt. Auf dem Bundesparteitag im Dezember 2023 wurde er zum Bundesvorsitzenden der Piratenpartei gewählt. Küffner hat einen Bachelor of Science in BWL und studiert aktuell im Master Betriebswirtschaftslehre an der Otto-Friedrich-Universität Bamberg.
Küffner engagiert sich auf Veranstaltungen zum Thema IT-Sicherheit gegen die Chatkontrolle.